# 圣巴托洛梅
圣巴托洛梅是奥地利施蒂利亚州格拉茨城郊县的一个市镇。总面积11.75平方公里，总人口1392人，人口密度118.5人/平方公里（2005年）。